# Чеботарихинское сельское поселение
Чеботарихинское сельское поселение  или Чеботарихинское муниципальное образование — сельское поселение в Куйтунском районе Иркутской области России. 
Административный центр — село Чеботариха.

## Население
| 2010 | 2011 | 2012 | 2013 | 2014 | 2015 | 2016 |
| ---- | ---- | ---- | ---- | ---- | ---- | ---- |
| 911  | ↘907 | ↘883 | ↗884 | ↗892 | ↗896 | ↘875 |
| 2017 |      |      |      |      |      |      |
| ↘856 |      |      |      |      |      |      |

По результатам Всероссийской переписи населения 2010 года численность населения муниципального образования составила 911 человек, в том числе 453 мужчины и 458 женщин.

## Населённые пункты
В состав муниципального образования входят населённые пункты:
- село Чеботариха
- посёлок Мингатуй